# Sant'Angelo Romano
Sant'Angelo Romano (fino al 1885 denominato Sant'Angelo in Capoccia) è un comune italiano di 5 030 abitanti della città metropolitana di Roma Capitale, che sorge su una delle cime dei Monti Cornicolani (Monte Patulo).

## Geografia fisica

### Territorio
Sant'Angelo Romano sorge sul Monte Patulo (400 metri s.l.m.) e prese il nome attuale in onore di san Michele arcangelo.
Nel territorio comunale nasce il Pratolungo, piccolo affluente dell'Aniene.

### Clima
Il comune di Sant'Angelo Romano ha una temperatura media non molto diversa da quella di Roma Urbe.
Le caratteristiche climatiche sono mediterranee, con una piovosità moderata nell'arco dell'anno e molto contenuta nei mesi estivi.
Di seguito è riportata la tabella con le medie climatiche e i valori massimi e minimi assoluti registrati nel trentennio 1971-2000 e pubblicati nell'Atlante Climatico d'Italia del Servizio Meteorologico dell'Aeronautica Militare relativo al medesimo trentennio.
- Classificazione climatica: zona D, 1928 GR/G

| Sant'Angelo Romano (1971-2000)  | Mesi         | Mesi        | Mesi        | Mesi        | Mesi        | Mesi        | Mesi        | Mesi        | Mesi        | Mesi        | Mesi        | Mesi        | Stagioni | Stagioni | Stagioni | Stagioni | Anno  |
| Sant'Angelo Romano (1971-2000)  | Gen          | Feb         | Mar         | Apr         | Mag         | Giu         | Lug         | Ago         | Set         | Ott         | Nov         | Dic         | Inv      | Pri      | Est      | Aut      | Anno  |
| ------------------------------- | ------------ | ----------- | ----------- | ----------- | ----------- | ----------- | ----------- | ----------- | ----------- | ----------- | ----------- | ----------- | -------- | -------- | -------- | -------- | ----- |
| T. max. media (°C)              | 12,7         | 14,0        | 16,2        | 18,7        | 23,7        | 27,9        | 31,7        | 31,9        | 27,4        | 22,2        | 16,7        | 13,6        | 13,4     | 19,5     | 30,5     | 22,1     | 21,4  |
| T. min. media (°C)              | 2,0          | 2,5         | 4,4         | 6,7         | 10,6        | 14,2        | 16,7        | 17,1        | 14,2        | 10,5        | 6,0         | 3,2         | 2,6      | 7,2      | 16,0     | 10,2     | 9,0   |
| T. max. assoluta (°C)           | 19,9 (1971)  | 22,8 (1990) | 27,8 (1991) | 28,0 (2000) | 32,2 (1994) | 37,8 (1998) | 39,6 (1998) | 40,4 (1998) | 37,8 (1987) | 33,0 (1990) | 26,7 (1971) | 23,0 (1989) | 23,0     | 32,2     | 40,4     | 37,8     | 40,4  |
| T. min. assoluta (°C)           | −14,0 (1985) | −7,0 (1993) | −7,2 (1971) | −3,0 (1995) | 2,6 (1982)  | 5,7 (1975)  | 9,6 (1978)  | 8,6 (1989)  | 5,2 (1977)  | −0,1 (1978) | −6,0 (1973) | −6,7 (1973) | −14,0    | −7,2     | 5,7      | −6,0     | −14,0 |
| Giorni di calura (Tmax ≥ 30 °C) | 0            | 0           | 0           | 0           | 1           | 8           | 22          | 22          | 7           | 0           | 0           | 0           | 0        | 1        | 52       | 7        | 60    |
| Giorni di gelo (Tmin ≤ 0 °C)    | 10           | 7           | 3           | 1           | 0           | 0           | 0           | 0           | 0           | 0           | 2           | 7           | 24       | 4        | 0        | 2        | 30    |
| Precipitazioni (mm)             | 59,3         | 71,9        | 58,6        | 80,7        | 59,6        | 44,8        | 27,7        | 41,3        | 80,0        | 102,5       | 108,1       | 78,2        | 209,4    | 198,9    | 113,8    | 290,6    | 812,7 |
| Giorni di pioggia               | 7            | 7           | 7           | 9           | 7           | 5           | 3           | 4           | 6           | 9           | 10          | 8           | 22       | 23       | 12       | 25       | 82    |
| Giorni di nebbia                | 1            | 1           | 1           | 1           | 0           | 0           | 0           | 0           | 0           | 0           | 1           | 1           | 3        | 2        | 0        | 1        | 6     |
| Umidità relativa media (%)      | 75           | 71          | 70          | 71          | 70          | 67          | 66          | 66          | 69          | 74          | 78          | 77          | 74,3     | 70,3     | 66,3     | 73,7     | 71,2  |

## Storia
Di origine incerta, viene accostata alla città scomparsa del Lazio arcaico di Medullia, la cui identificazione rimane ancora oggi incerta.
Sulla cima più alta sorgeva un'antica fortezza romana forse adibita anche a prigione. Successivamente dalle ceneri della fortezza, nacque la rocca già nell'XI secolo circondata di cinta muraria.
Essa prima appartenne ai Capocci, da cui il nome che rimase fino al 1885, e poi agli Orsini che ne fecero un castello fortificato. Nel 1594 il feudo venne acquistato dai Cesi, e fu in questo periodo che conobbe il suo periodo di massimo splendore. Nel 1612 papa Paolo V ne fece un Principato con a capo Federico Cesi (1585-1630), fondatore nel 1603 della celebre Accademia dei Lincei, la più antica d'Italia con sede nella Capitale.
Nel 1678 il castello con tutto il feudo venne ceduto ai Borghese sempre come principato.
Nel 1885,con Regio Decreto nº 3150 del 28 maggio 1885, il paese assunse il nome attuale abolendo il precedente Sant'Angelo in Capoccia.
Nel 1989 il comune acquistò il castello e nel 1993 iniziarono i restauri e le ristrutturazioni per l'apertura al pubblico.

### Simboli
Stemma
Lo stemma è stato riconosciuto ufficialmente con decreto del Presidente del Consiglio dei ministri del 20 aprile 1954.
Gonfalone
Il gonfalone è stato concesso con DPR del 24 dicembre 1954.

## Monumenti e luoghi d'interesse

### Architetture religiose

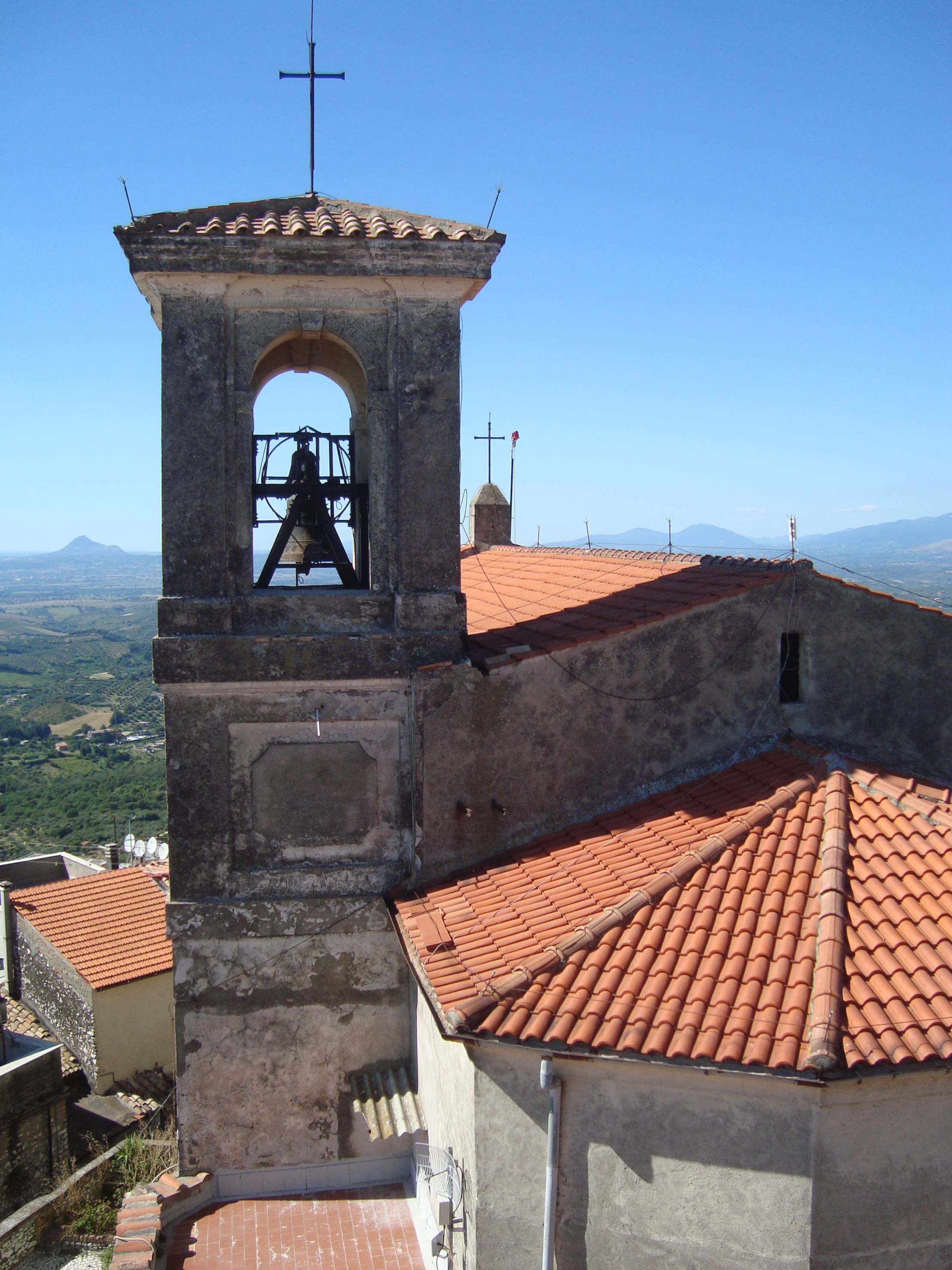
Campanile della chiesa di Santa Maria e San Biagio

- La chiesa parrocchiale di Santa Maria e San Biagio. Questa chiesa venne costruita a discapito della precedente chiesa parrocchiale della Beata Vergine Maria degli Angeli, con consacrazione il 19 giugno 1759, con successivi restauri (1863 e 1976). L'interno consta di altare maggiore e 5 cappelle laterali dedicate a san Giuseppe, san Francesco di Paola, Madonna di Pompei, Anime del Purgatorio e a Cristo Salvatore. Inoltre vi sono conservati un quadro della Beata Vergine del 1522 realizzato da Federico Barocci ed un trittico del XV secolo attribuito ad Antoniazzo Romano.
- La chiesa di Santa Liberata. Questa chiesa è del XIV secolo, distante all'epoca della fondazione si trovava a circa 500 metri dell'abitato, ma in seguito inglobata dallo stesso. Fu restaurata nel 1695, e nel 1737 fu ampliata insieme all'annesso convento da Giovanni da Evora. All'interno vi è un coro ligneo del XVIII secolo e, al centro dell'altare maggiore un dipinto, tempera su tavola, di metà del XV secolo, raffigurante la santa titolare rivolta verso l'Eterno, opera di artista anonimo nell'ambito di Antoniazzo Romano. La chiesa sembra fosse stata consacrata da Bernardo da Chiaravalle.
- La chiesa di San Michele. La tradizione locale la vuole consacrata da papa Eugenio III. Secondo vari dati la chiesa originaria si trovava in un luogo non ben identificato ma distante. È certo però che il campanile venne inaugurato il 10 aprile 1677 dal vescovo di Tivoli Mario Alberizzi. Utilizzata per sepolture e riti funebri fino agli inizi del XX secolo, nel 1867 divenne dormitorio dei garibaldini. Venne restaurata nel 1935 e nel 1997. All'interno si trovano una tela ad olio e una statua dell'Arcangelo Michele.

### Architetture militari
Il Castello Orsini-Cesi

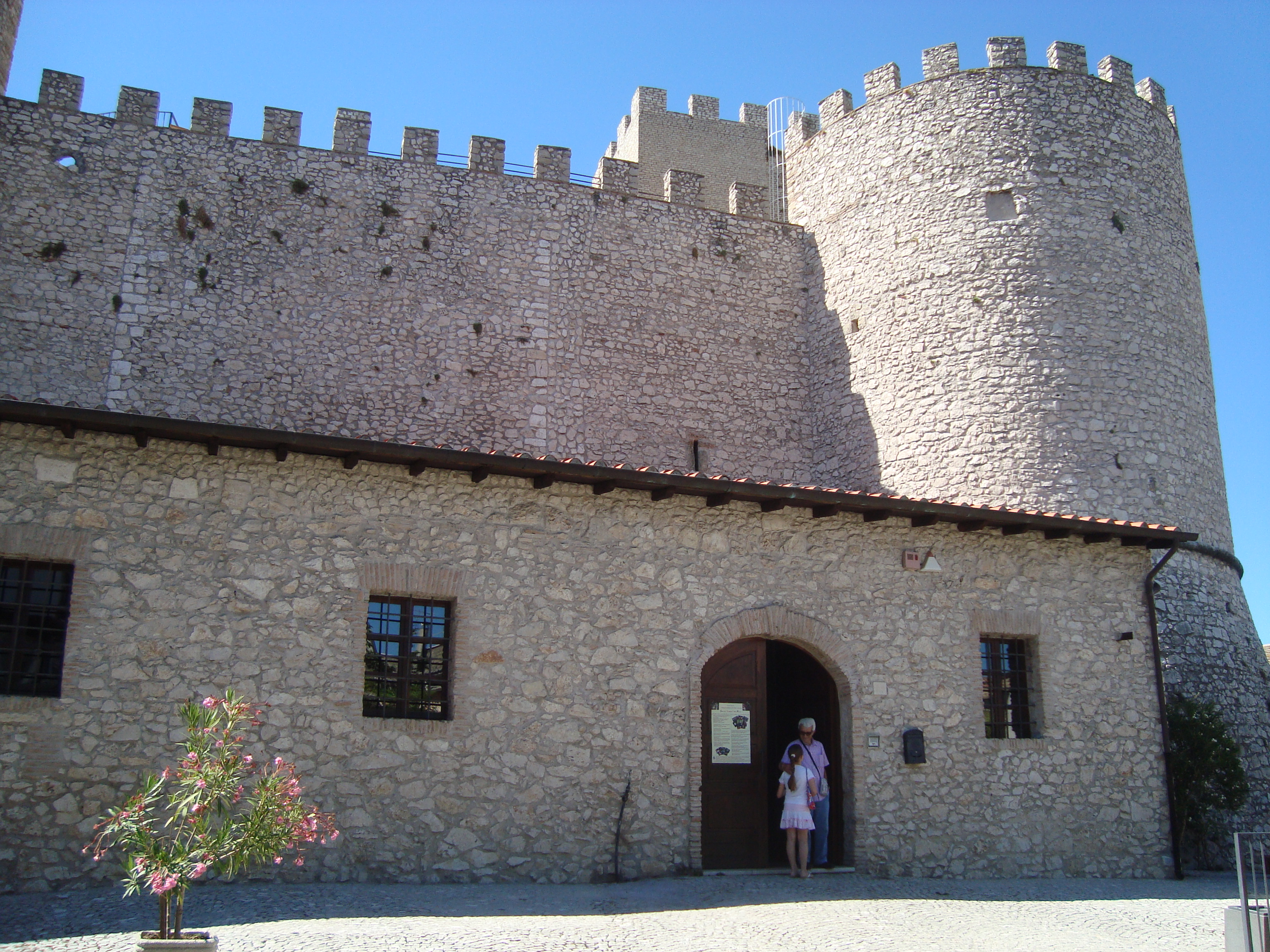
Castello Orsini

All'inizio il castello fu proprietà dei Capocci, quindi dal 1379 degli Orsini (i quali erano in perenne lotta con i Colonna, i Savelli di Palombara e gli Odescalchi) e, dalla fine del Cinquecento dei Cesi.
Nel 1660 il castello risulta essere proprietà dei Borghese; in questo periodo cominciò un inesorabile periodo di declino.
Nel XIX secolo il castello sopportò l'occupazione garibaldina per l'unità d'Italia e successivamente, durante la seconda guerra mondiale, delle truppe germaniche.
In seguito venne acquistato dal comune e restaurato.
Dall'alto del borgo il castello Orsini-Cesi domina l'Agro Romano e la bassa Sabina.
Dai suoi spalti merlati, lo sguardo arriva ai castelli romani, ai Monti Cornicolani, a Roma e fino al mare.
È anche palazzo comunale, delegato alla celebrazione di matrimoni di rito civile nella sala Cesi o sugli spalti panoramici.
Nel 1989 è stato acquistato dal Comune, che vi ha costituito un museo archeologico all'interno.
Il castello Orsini-Cesi accoglie il museo preistorico e protostorico del Territorio Tiberino-Cornicolano. Il castello e il museo sono visitabili nel weekend.

### Architetture civili

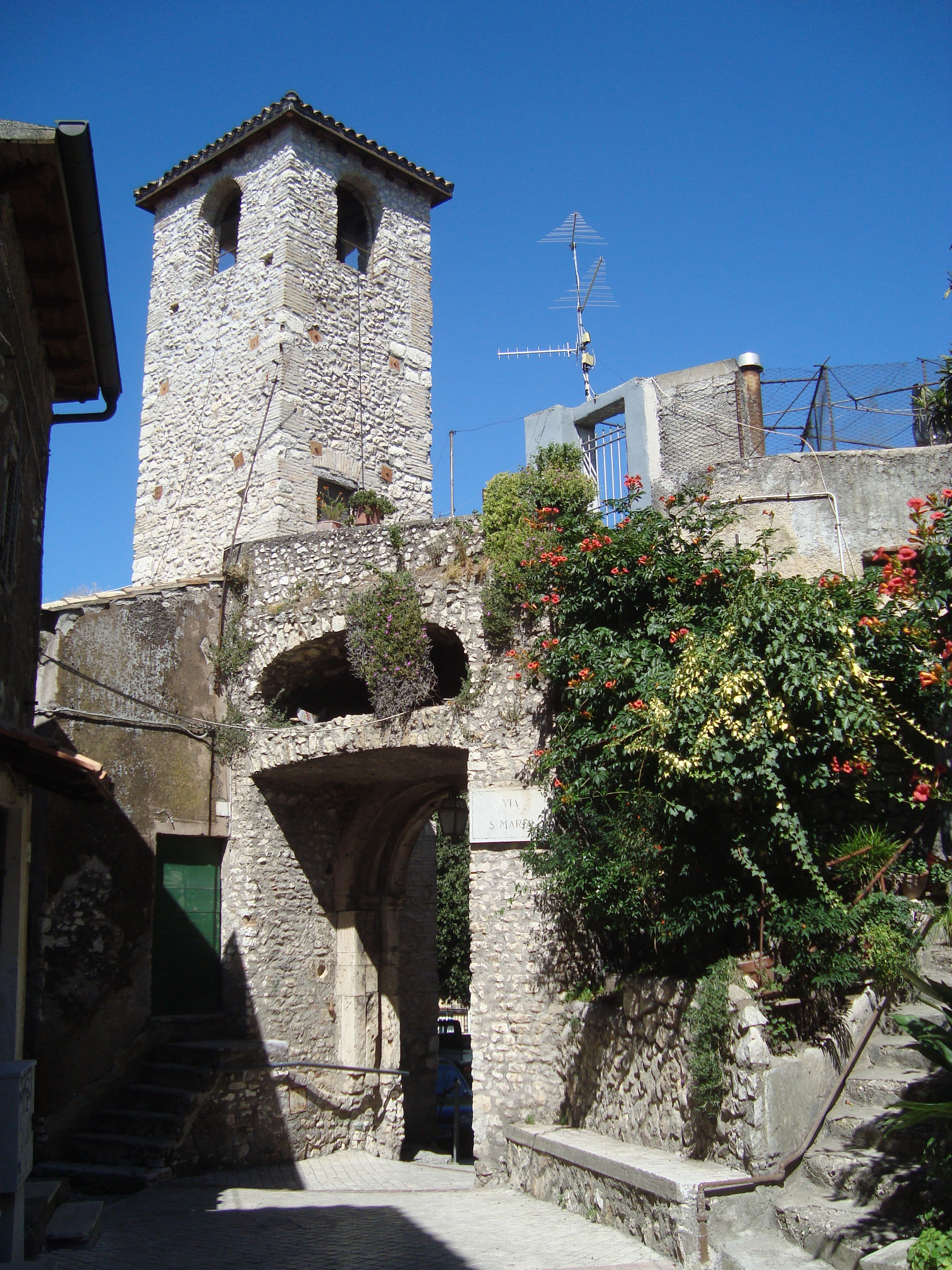
Porta Capocci Orsini
Chiamata così in onore di chi ne commissionò la costruzione. Nel XV secolo risulta essere la porta principale di Sant'Angelo Romano.
Questa porta constava di saracinesca di maglia di ferro rigida la quale veniva fatta scorrere nella nicchia, dello stesso materiale, dietro la porta. La porta, di cui rimangono però solo i cardini, era di legno.
Torre dell'Orologio
È stata fatta edificare sui resti di una più antica torre della cinta muraria; il meccanismo dell'orologio, installato probabilmente agli inizi del XIX secolo, è stato rinnovato negli anni trenta e successivamente nel 1990. La torre è stata restaurata negli anni 1999-2000.
Piazza Medullia
Pur nelle sue piccole dimensioni (non più di 100 m²), era fino agli inizi del XX secolo la piazza principale del paese. Vi si aprivano un'osteria, l'antico forno e alcune botteghe artigiane. Nell'ultimo decennio è stata completamente ripavimentata come gran parte del centro storico.

### Aree naturali
Nelle vicinanze si trova la voragine carsica indicata come Pozzo del Merlo nella cartografia ufficiale, ma il cui nome corretto è Pozzo del Merro, sita nella frazione Selva, all'interno dell'area protetta regionale a gestione provinciale Riserva Naturale Macchia di Gattaceca e Macchia del Barco, istituita con LR 22/97. Il Pozzo del Merro è il sinkhole (voragine carsica che ospita sul fondo un laghetto di appena 20 m di diametro) più profondo del mondo. All'inizio degli anni 2000, è stato raggiunto l'ipotetico fondale (grazie al contributo di un ROV dei vigili del fuoco), posto a circa 392 m. dalla sua superficie.
D'interesse è anche il Bosco di Grotta Cerqueta, sempre facente parte della RN Macchia di Gattaceca e Macchia del Barco. Il Bosco di Grotta Cerqueta ha un'area di circa 30-35 ettari ed è sito su di un colle calcareo. Ospita 3 doline e una grotta carsica, la quale dà il nome al bosco.
Nel 1971 questo bosco è stato inserito nell'elenco dei biotopi di rilevante interesse vegetazionale stilato dalla Società Botanica Italiana.
- Riserva naturale di Nomentum

## Società

### Evoluzione demografica
Sant'Angelo Romano, al 31 dicembre 2009, contava 4 542 abitanti e un numero di famiglie pari a 2 030, portando a 2,24 il numero medio di componenti per famiglia. La densità è cresciuta molto negli ultimi anni: dai 143,50 abitanti per chilometro quadrato del 2001, quando il comune contava 3 078 abitanti, ai 211,75 ab./km² del 2009.
Abitanti censiti

### Etnie e minoranze straniere
Secondo le stime Istat aggiornate al 1º gennaio 2011, i cittadini stranieri residenti nel comune di Sant'Angelo Romano risultavano essere 867.

### Lingue e dialetti
Il dialetto originario di Sant'Angelo Romano (così come nei comuni della valle dell'Aniene) è il Dialetto sabino, anche se ormai, con il passare degli anni e con il sopravvento sempre più forte del Romanesco, tale dialetto sembra andare in via d'estinzione fra le nuove generazioni ed è utilizzato ormai soltanto dalla popolazione anziana.

### Tradizioni e folclore
- Terza domenica di maggio: Festeggiamenti in onore dei patroni san Michele Arcangelo e santa Liberata.
- Primo fine settimana di luglio: Festival Internazionale del Folklore di Sant'Angelo Romano.

## Cultura

### Eventi
- Seconda domenica di luglio: Festival Internazionale del Folklore, dal 1992.

## Geografia antropica

### Suddivisione toponomastica
Il territorio comunale di Sant'Angelo Romano è composto da 13 comprensori toponomastici organizzati in due gruppi:

### Rioni
- 5 rioni che compongono Monte Patulo (capoluogo comunale), codificati con la lettera R. e un progressivo in notazione numerica romana (i primi 4 sono i cosiddetti "Rioni storici", mentre "Majenetta-Arovello" comprende le zone più recenti della collina).

| Numero Rione | Nome | Popolazione | Monumenti e Luoghi di interesse | Stradario |
| R. I         | Santa Maria (comprende l'antico Borgo all'interno della cinta muraria medievale, noto popolarmente come Santagnelu vecchiu) | 226         | Castello Orsini-Cesi, Piazza Medullia, Ex Chiesa di Santa Maria del Popolo, Chiesa Parrocchiale dei Santi Maria e Biagio, Porta Orsini, Torre dell'orologio, Cinta Muraria Medievale, Casa Torre, Porta di accesso al Castello. | Via S. Maria, via Cardinal Capocci, piazza Medullia, via del Forno, via del Giglio, via delle Rupi, via del Plebiscito, via del Coperto, via dell'Archetto, via Torre Santa, via degli Orti, via della Scalinata, via delle Torri, via dello Sterro, piazza Umberto I, via Francesco Russi. |
| R. II        | Casarena (centro storico al di fuori della Cinta Muraria Medievale) | 189         | Scalinata di Largo Belvedere (nota popolarmente come Scalinata de Casarena), Giardino di "Sor Giovanni", Giardino di Piazza Borghese (noti come "arberetti").                                                                   | Via F. Cesi, Largo Belvedere, via S. Liberata, via Monte Pàtulo, piazza Borghese. |
| R. III       | S. Michele | 522         | Chiesa di San Michele Arcangelo, Leone e Ara Romana, Belvedere Aldo Nardi, Palazzo Comunale e chiesa di S. Liberata. | Largo Trieste, piazza IV Novembre, piazza S. Liberata, via Balilla, via Roma (dal civ. 2 a 62 e dal civ. 1 a 35), via San Michele, Belvedere Aldo Nardi, piazza XXIV Maggio, via Nazionale, via Alessandro Pierdominici, via Nuova, via Principe di Piemonte.                               |
| R. IV        | Majenaporta (letteralmente "immagine della porta del paese", noto anche come Rione Pineta) | 526         | Monumento ai caduti, Giardino pubblico "Davide Chini" (noto popolarmente come Pineta). | Viale Augusto Angelini Marinucci, via Maria Josè del Belgio, via Vittorio Veneto, via Danimarca, via Europa, via Roma (dal civ. 64 a fine e dal civ. 37 a fine), Circonvallazione Vincenzo Milazzo, via Firenze.                                                                            |
| R. V         | Majenetta-Arovello (comprende le zone più "recenti" del centro abitato, come i cosiddetti "moriconi"(i morrecuniche nel dialetto locale): ossia le zone un tempo costituite da enormi massi calcarei e per questo considerate impervie poiché quasi impraticabili. Ad esempio "u morrecò de 'a porcella" (attuale via Monte Porcello). Il toponimo Majenetta, letteralmente immaginetta, riconduce alla presenza di un’edicola sacra o tempietto, sacra aedicula. | 438         | "Soffione" di Sant'Angelo Romano, Cimitero monumentale di Sant'Angelo Romano, Dolmen "Grotta de Caterinella". | Via Monte Porcello, via della Figuretta, via degli Orsini, via Armando Diaz, via Gilberto Micolonghi, via Alcide De Gasperi, via Fuori Le Mura, Via dello Stàgliene (tratto da via Roma a via della Fonte).                                                                                 |
|              | Totale Rioni | 1.901       | | |

### Frazioni
- 8 frazioni o località che circondano Monte Patulo, numerati in base alla distanza dal capoluogo, codificati con la lettera L. e un progressivo in notazione numerica romana.

Dal punto di vista demografico sul Monte Pàtulo (400 m s.l.m.), ove sono ubicati il centro storico ed il capoluogo comunale, risiedono poco più di 1.900 abitanti a fronte degli oltre 5.200 residenti totali del comune: le frazioni popolano quindi oltre i 3/5 degli abitanti dell’interno comune, fra le quali la più popolosa è Ponte delle Tavole-Pichini, che conta circa 850 residenti, e che risulta anche la più distante geograficamente dal capoluogo comunale.
Il notevole aumento di popolazione che si è verificato negli ultimi anni riguarda soprattutto le frazioni: basti pensare, dati alla mano, che il censimento generale ISTAT del 2001 riportava la popolazione di 3.078 abitanti nel comune di Sant’Angelo Romano; in meno di 25 anni è stato davvero esponenziale quindi l’aumento dei residenti.
| Numero Frazione/Località | Nome                        | Popolazione | Stradario |  |
| L. I                     | Piedimonte                  | 232         | Via di Piedimonte (S.P. 24/A, Guidonia-Mentana), via Morolungo, via dello Sterparo, via Argentina, Via delle Pòzzera, via dello Stàgliene (tratto da via di Piedimonte a via della Fonte), via Genova, via Torino, via Francia, via Germania, via Svezia. |  |
| L. II                    | Poggio Cesi-Grotte Cerqueta | 104         | Via della Fonte, via di Colle Amato, via Arovello, via della Martinella, via di Grotte Cerqueta, via dei Quadri, via Anacleto Gianni, via di Valle Fina. |  |
| L. III                   | Valle Mara-Cioccati         | 112         | Via delle Grotte, via dei Cioccati, via delle Macchiarelle, via di Valle Mara, via degli Uliveti. |  |
| L. IV                    | Collelungo                  | 389         | Via Collelungo, via Tagliamento, via Piave, via Tevere, via Adige, via Garigliano, via Aniene, via Adda, via Arno, via Ripelle, via della Stazione, via di Valle Sfondata, via Colle Mannarino, via Bologna, via Catania, via Genziana. |  |
| L. V                     | Osteria Nuova               | 605         | Via Alessandro Manzoni, via Giacomo Leopardi, via Salvatore Quasimodo, via Luigi Pirandello, via Palombarese (dal km 26,7 al confine con il comune di Mentana, località "Castel Chiodato"), via Umberto Saba, via Ugo Foscolo, piazza Craxi, via Dante Alighieri, via San Paolo, via Francesco Petrarca, via Michelangelo Buonarroti, via Grazia Deledda, via Molino, via Giovanni Pascoli, via Gabriele D'Annunzio, via di Pratarone, via Trilussa, via Gioachino Belli. |  |
| L. VI                    | La Selva                    | 408         | Via della Selva, via del Merro, via Ludovico Ariosto, via Giuseppe Garibaldi, via Giuseppe Mazzini, via Nino Bixio, via Cavour, via Giulio Cesare, via Fratelli Bandiera, via Ciro Menotti, via Muzio Scevola, via Luciano Manara. |  |
| L. VII                   | Pantano-Quarticciolo        | 595         | Via di Pantano (S.P. 24/A, Guidonia-Mentana), via Campea, via Gentile, via Leonardo Da Vinci, via del Quarticciolo, via Giorgio De Chirico, via Caravaggio, via Fontanelle, via Raffaello, via Tintoretto, via di Bel Poggio, via di Montardone, via Guttuso, via Palombarese (tratto dal km 24,900 sino al km 26,700). |  |
| L. VIII                  | Ponte delle Tavole-Pichini  | 857         | Via Palombarese (tratto dal km 24,900 al confine con il comune di Fonte Nuova, località "Santa Lucia"), via Principe Ludovico Potenziani, Località Andreuzza, via dei Martinozzi, via degli Oleandri, via dei Tre Pini, via dei Girasoli, via dei Ciclamini, via Formello, via Jacopo della Quercia, via della Palude I, via delle Rose. |  |
|                          | Totale Frazioni             | 3.302       | |  |

| Totale Frazioni                          | 3.302 |
| Totale Monte Pàtulo (capoluogo comunale) | 1.901 |
| Totale Comune                            | 5.203 |

| Pos. | Località                    | Residenti |
| ---- | --------------------------- | --------- |
| 1    | Ponte delle Tavole-Pichini  | 857       |
| 2    | Osteria Nuova               | 605       |
| 3    | Pantano-Quarticciolo        | 595       |
| 4    | La Selva                    | 408       |
| 5    | Collelungo                  | 389       |
| 6    | Piedimonte                  | 232       |
| 7    | Valle Mara-Cioccati         | 112       |
| 8    | Poggio Cesi-Grotte Cerqueta | 104       |
|      | Totale                      | 3.302     |

## Economia

### Agricoltura
È uno dei comuni della provincia di Roma il cui territorio è compreso nell'area di produzione dell'Olio di Oliva Sabina (DOP).

## Infrastrutture e trasporti

### Ferrovie

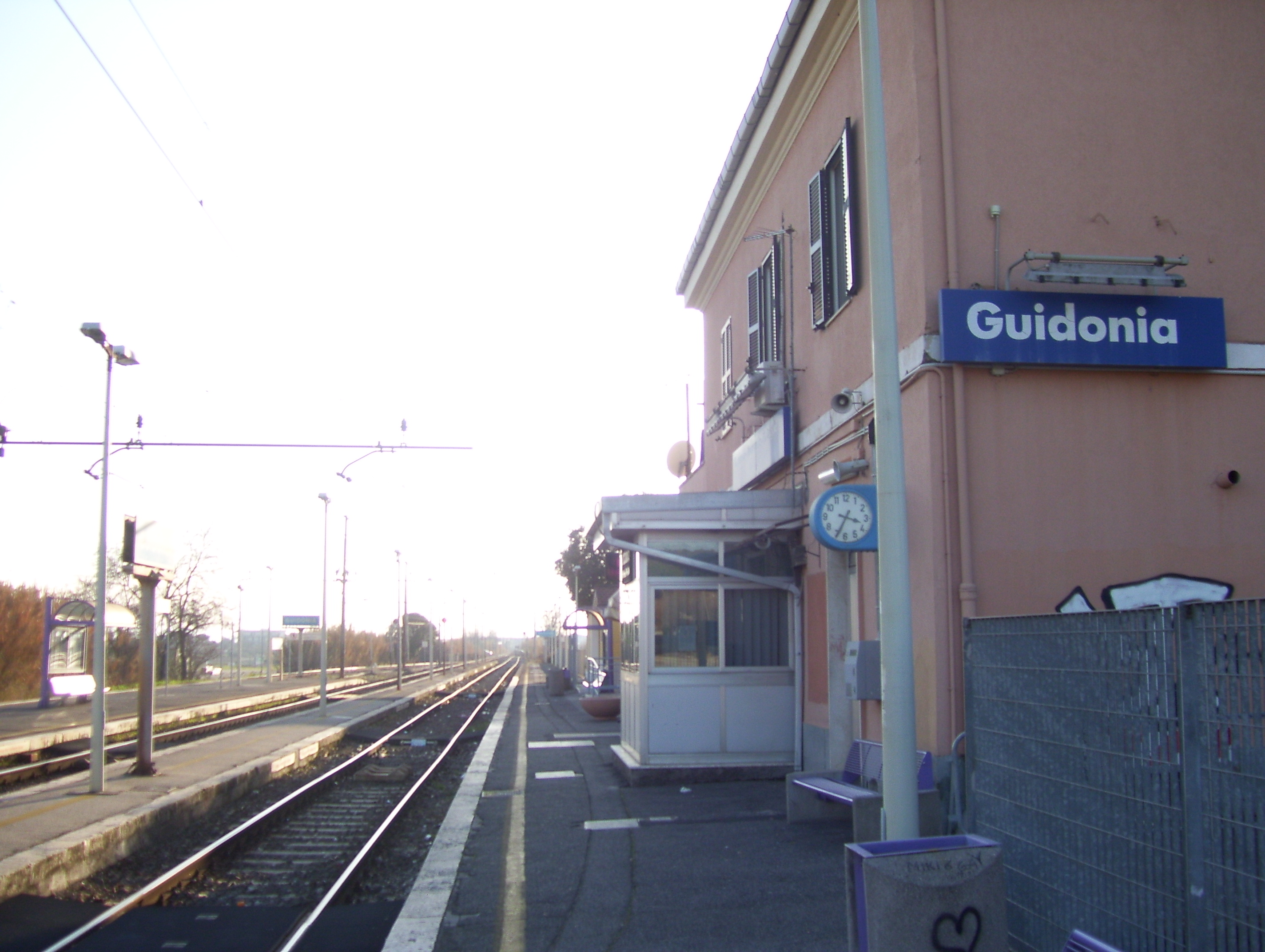
La stazione ferroviaria di Guidonia – Montecelio – Sant'Angelo

- Nel centro cittadino di Guidonia Montecelio è presente la stazione di Guidonia – Montecelio – Sant'Angelo, ubicata lungo la ferrovia Roma – Pescara e servita dalla linea regionale FL2, che congiunge la stazione di Roma Tiburtina alla stazione di Tivoli e dai Treni regionali Per Sulmona, Avezzano e Pescara

La tratta Roma Tiburtina-Bagni di Tivoli da agosto 2025 è a binario doppio, e la frequenza massima è di tre treni all'ora.

La stazione di Guidonia (1931)

### Mobilità urbana ed extra urbana
La COTRAL, compagnia regionalizzata dei trasporti pubblici su gomma, assicura ben 19 corse extra-urbane giornaliere da Sant'Angelo a Roma Ponte Mammolo via Guidonia, ma anche delle corse Palombara Sabina-Sant'Angelo Romano passando per via Palombarese. Inoltre, la COTRAL fornisce corse dalla città di Tivoli via Guidonia passando per la Via Tiburtina Valeria.

## Amministrazione
Il comune si costituì autonomo nel 1874 e nel 1885 cambiò denominazione da Sant'Angelo in Capoccia in Sant'Angelo Romano.

### Altre informazioni amministrative
- Fa parte della Comunità montana dei Monti Sabini, Tiburtini, Cornicolani e Prenestini e dell'Unione della Sabina Romana.

## Sport

### Calcio
- A.S.D. Polisportiva Sant'Angelo Romano che, nella stagione 2025-2026, milita nel campionato maschile di Prima Categoria Lazio.

### Impianti sportivi
- Stadio "Pietro Fiorentini"